# Deep Purple (음반)
| 평가 점수                        | 평가 점수 |
| 출처                             | 점수      |
| -------------------------------- | --------- |
| AllMusic                         | [ 1 ]     |
| PopMatters                       | [ 2 ]     |
| Collector's Guide to Heavy Metal | 7/10      |

《Deep Purple》은 《Deep Purple III》라고도 불리며 영국의 하드 록 밴드 딥 퍼플의 세 번째 스튜디오 음반으로, 1969년 6월 21일, 미국 테트라그람마톤 레코드에서 발매되었고 1969년 9월, 영국 하비스트 레코드에서만 발매되었다. 발매 전에는 싱글 〈Emmaretta〉와 영국에서의 긴 투어가 있었고, 그들의 날짜는 음반의 녹음 세션 사이에 간격을 두고 있었다.
이 음반의 음악은 대부분 독창적이고 프로그레시브 록, 하드 록, 사이키델릭 록이 결합되어 있지만, 과거보다 더 단단한 가장자리와 기타 부분이 더 많은 증거를 가지고 있다. 이는 기타리스트 리치 블랙모어가 작곡가로 성장한 것과 키보디스트 존 로드가 제안한 클래식 음악과 록의 융합과 밴드의 이전 발매에서 충분히 구현된 것에 대한 밴드 내 갈등 때문이었다.
1969년 4월, 밴드는 거의 파산한 미국 음반사의 지원을 거의 받지 못한 채 두 번째 미국 투어를 시작했다. 투어 동안 딥 퍼플은 연주자로서 놀라운 발전과 이전보다 더 무겁고 큰 소리를 지향하는 음악적 방향성을 보여주었다. 보컬리스트 로드 에번스와 다른 밴드 멤버들이 추구하고자 했던 하드 록 음악의 호환성에 대한 의구심이 밴드 에피소드 식스의 이언 길런에게서 발견된 대체 음악을 찾기로 결정했다. 길런은 에피소드 식스의 베이시스트 로저 글로버와 함께 작곡 듀오를 결성했는데, 그는 또한 딥 퍼플과 닉 심퍼의 후임으로 초대받았다. 밴드의 새로운 라인업인 마크 II는 1969년 7월 10일 런던에서 라이브로 데뷔했다.
이 음반은 밴드의 마크 I 라인업에 의해 발매된 세 장의 음반 중 상업적으로 가장 덜 성공적이었으며, 발매와 동시에 비평가들에 의해 무시되었다. 현대적인 리뷰는 일반적으로 긍정적이며, 음반 내의 다양한 스타일과 노래 편곡의 대담함에 대해 언급한다.

## 배경
1968년 말 딥 퍼플은 두 번째 음반 《The Book of Taliesyn》을 홍보하기 위해 성공적인 첫 번째 미국 투어를 시작했고 1969년 1월 3일에 귀국했다. 이 밴드는 영국에서 언더그라운드 활동으로 간주되었지만, 미국에서의 성공 소식은 그들의 국내에서의 명성에 영향을 미쳤고, 점차 인기와 요청이 증가했다. 그러나 그들의 발매는 영국에서 아직 영향을 미치지 못했는데, 닐 다이아몬드의 〈Kentucky Woman〉의 커버곡인 두 번째 싱글은 차트에 오르지 못했고, 미국에서 38위, 캐나다에서 21위로 정점을 찍은 후 6주 만에 후퇴했다.
딥 퍼플의 미국 레이블 테트라그람마톤 레코드는 밴드에게 그들의 히트곡 〈Hush〉의 성공에 걸맞게 싱글을 만들라고 압력을 넣었고, 밴드는 그들의 투어의 마지막 날짜에 미국에 있는 동안 그 요청을 충족시키려고 노력했고, 그들은 1968년 12월, 뉴욕 스튜디오에서 몇몇 커버를 녹음했지만 가치 있는 결과를 얻지 못했다. 음악가들은 그들의 두 번째 음반을 위해 훨씬 더 복잡한 오리지널 자료를 생각해 냈고, 3분대에 쉽게 맞는 노래를 만드는 것은 분명히 어려워지고 있었다.
그들의 미국 투어 며칠 후, 딥 퍼플은 《The Book of Taliesyn》 세션에 이미 사용된 런던 킹스웨이의 드 레인 리 스튜디오에서 그들의 평소 프로듀서인 데릭 로렌스와 함께 새로운 곡을 작곡하고 녹음하고 새로운 싱글 문제를 해결했다.  〈Emmaretta〉 (가수 로드 에번스가 미국에서 만난 뮤지컬 《헤어》 캐스트 멤버 에마레타 마크스의 이름을 따서 명명됨)라는 곡은 그 목적을 위해 작곡되었고 4 테이크 후에 1969년 1월 7일에 녹음되었다. 더 무겁고 실험적인 곡 〈The Bird Has Flown〉는 같은 날 나중에 편곡되어 녹음되었고 미국 발매의 B-사이드로 선택되었다. 그들의 이전 음반의 기악곡 〈Wring That Neck〉는 1969년 2월에 발행되었고 딥 퍼플이 그들의 첫 번째 완전한 영국 투어에서 홍보한 〈Emmaretta〉의 영국 판의 B-사이드이었다. 딥 퍼플이 미국보다 영국에서 먼저 발매된 것은 이번이 처음이다. 투어는 2월 6일, 버밍엄에서 BBC 라디오 1의 콘서트로 시작되었고, 2월과 3월 동안 전국의 클럽과 대학에서 1박 2일로 진행되었다. 딥 퍼플의 가시성과 영국 대중에 대한 그들의 관심은 지역 음악 잡지들이 그들에 대한 몇 가지 기사를 싣도록 유도했다. 그러나 키보디스트이자 대변인인 존 로드가 공개적으로 미국에서 공연 한 번에 2,500파운드를 내면 집에 돌아와 하룻밤에 150파운드를 지불하는 작은 공연장만 예약할 수 있다고 말한 후, 전형적인 헤드라인은 "딥 퍼플은 이상을 위해 굶지 않을 것이다"와 "그들은 영국에서 일하는 밤에 2,350파운드를 잃는다"였다.

## 커버 아트

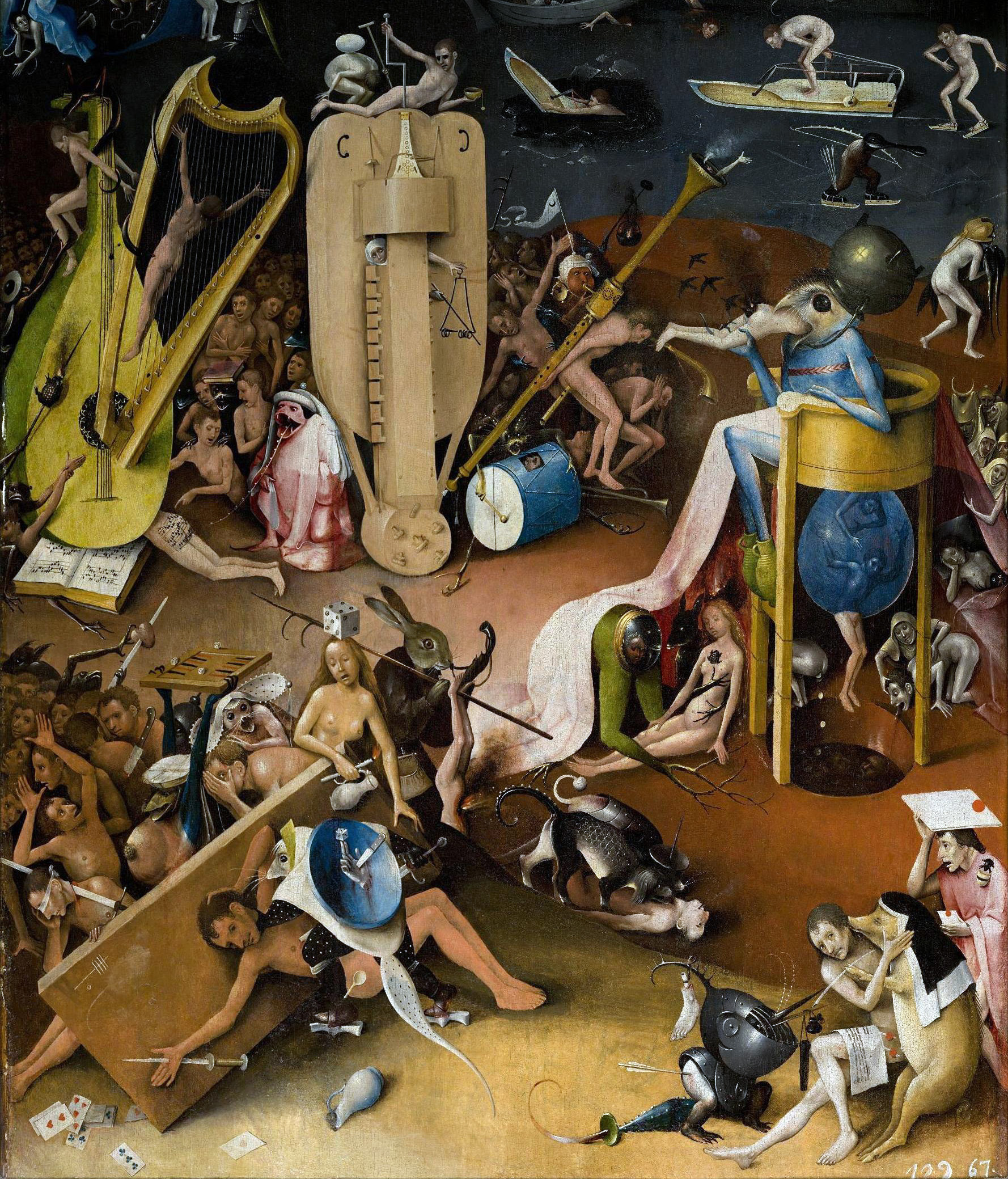
네덜란드의 거장 히에로니무스 보스가 15세기 후반에 그린 3부작 《세속적인 쾌락의 동산》의 오른쪽 패널 세부 사항으로, 지옥을 매우 상징적인 방식으로 묘사했다.

테트라그라마톤은 히에로니무스 보스의 그림 《세속적인 쾌락의 동산》의 세그먼트화된 삽화로 감싸진 스타크 게이트폴드 슬리브로 음반을 발행했다. 이 레이블은 미국에서 부도덕한 장면을 특징으로 하는 반종교적인 것으로 잘못 인식된 프라도 미술관 소유의 그림의 사용에 어려움을 겪었고, 따라서 많은 음반 가게들에 의해 거부되거나 재고가 부족했다. 오리지널 그림은 컬러이지만, 오리지널 레이아웃에 대한 인쇄 오류로 인해 단색으로 LP에 나타났고 밴드는 이를 그대로 유지하기로 결정했다. 같은 보스 그림의 다른 부분(컬러)은 2년 전 펄스 비포 스와인이 데뷔한 《One Nation Underground》에서 음반 커버로 사용되었다.

## 발매 및 홍보
테트라그라마톤 레코드는 활동한 지 1년밖에 되지 않았지만, 미국에서 파산 직전이었다. 초기의 견고한 재정 기반은 값비싼 판촉 캠페인과 실패한 상업 전략에 의해 빠르게 침식되었다. 딥 퍼플은 이 레이블의 가장 성공적인 아티스트였지만, 밴드는 〈Hush〉와 같은 다른 히트 싱글을 생산하지 못했고, 1969년 4월 두 번째 미국 투어에 딱 맞춰 발매된 그들의 신곡 〈Emmaretta〉 역시 대부분 성공하지 못했고 미국 차트에 영향을 미치지 못했다. 레이블의 재정적 어려움으로 인해 딥 퍼플의 인쇄가 지연되었는데, 이는 밴드가 미국 투어를 마치고 귀국한 후 1969년 6월 21일에야 미국에서 발매되었다.
영국에서는 1969년 6월 24일, BBC 라디오 세션에서 〈Lalena〉와 〈The Painter〉가 라이브로 공연되었다. 이 음반은 1969년 9월, 영국에서 EMI의 하위 레이블 하비스트 레코드를 통해 발매되었는데, 런던의 로열 앨버트 홀에서 열렸던 많은 인기를 끈 행사 《Concerto for Group and Orchestra》와 비슷한 시기였다. 그 당시 딥 퍼플의 라인업은 이미 바뀌었다. 이 음반은 1969년 10월, 폴리도르 레코드에 의해 캐나다와 일본에서 유통되었다.
《Deep Purple》은 매우 적은 횟수로 유럽에서만 재발행되었으며, 종종 마크 I 라인업에 의해 녹음된 다른 두 개의 음반과 함께 세트로 발매되었다. 음반의 다른 유일한 국제 재발매는 EMI의 리마스터 2000 CD 에디션으로, 〈The Bird Has Flown〉, 〈Emmaretta〉 버전과 보너스 트랙으로 BBC 라디오 세션에서 가져온 라이브 공연이 포함되어 있다. 모든 곡들은 런던의 애비 로드 스튜디오에서 피터 뮤에 의해 디지털로 리메이크되었다.

## 곡 목록
모든 크레딧은 오리지널 발매에서 수정되었다.
| #  | 제목                     | 작사·작곡                                 | 재생 시간 |
| -- | ------------------------ | ----------------------------------------- | --------- |
| 1. | 〈Chasing Shadows〉      | 이언 페이스, 존 로드                      | 5:34      |
| 2. | 〈Blind〉                | 로드                                      | 5:26      |
| 3. | 〈Lalena〉 (도노반 커버) | 도노반 리치                               | 5:05      |
| 4. | 〈Fault Line〉 (기악)    | 리치 블랙모어, 닉 심퍼, 로드, 페이스      | 1:46      |
| 5. | 〈The Painter〉          | 블랙모어, 로드 에번스, 로드, 심퍼, 페이스 | 3:51      |

| #  | 제목                     | 작사·작곡                            | 재생 시간 |
| -- | ------------------------ | ------------------------------------ | --------- |
| 6. | 〈Why Didn't Rosemary?〉 | 블랙모어, 에번스, 로드, 심퍼, 페이스 | 5:04      |
| 7. | 〈Bird Has Flown〉       | 로드, 에번스, 블랙모어               | 5:36      |
| 8. | 〈April〉                | 블랙모어, 로드                       | 12:10     |